# Denkmalgeschützte Objekte im Okres Banská Štiavnica

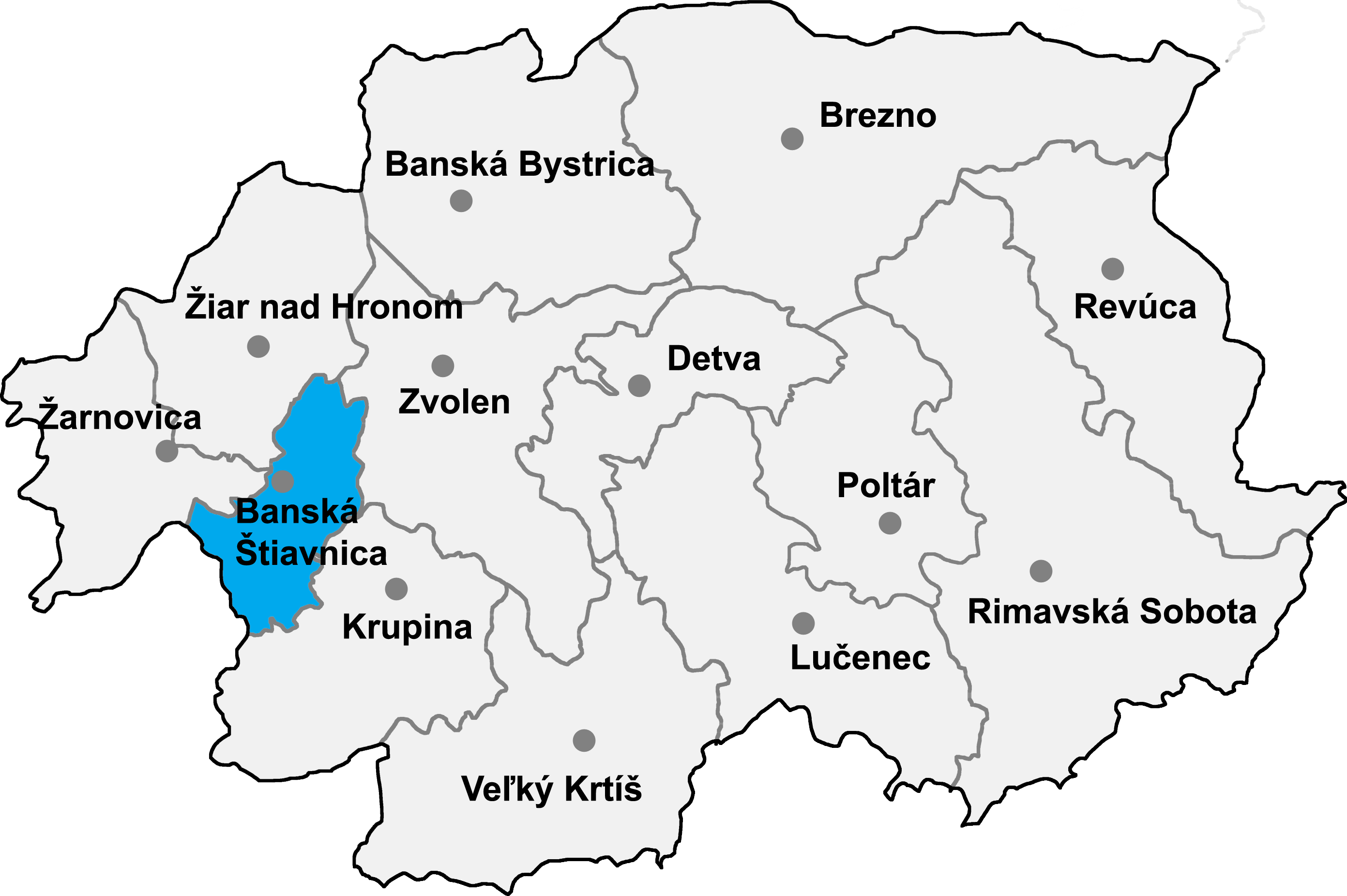

Im Okres Banská Štiavnica bestehen 367 denkmalgeschützte Objekte. Die unten angeführte Liste führt zu den Gemeindelisten und gibt die Anzahl der Objekte an. In Gemeinden, die nicht verlinkt sind, existieren keine geschützten Objekte.
| Gemeindeliste                       | Objektanzahl |
| ----------------------------------- | ------------ |
| Baďan                               | 1            |
| Banská Belá (Dilln)                 | 7            |
| Banská Štiavnica/0–M                | 114          |
| Banská Štiavnica/N–Ž                | 162          |
| Banský Studenec (Kohlbach)          | 5            |
| Beluj                               | 2            |
| Dekýš                               | 2            |
| Ilija (Sankt Egidien)               | 3            |
| Kozelník                            | 5            |
| Močiar                              | 1            |
| Počúvadlo (Pockhaus)                | 4            |
| Podhorie                            | 1            |
| Prenčov (Prinzdorf)                 | 13           |
| Svätý Anton (Sankt Anton in der Au) | 11           |
| Štiavnické Bane (Siegelsberg)       | 36           |
| Vysoká (Hochberg)                   | 0            |